# Próbaepizód
A próbaepizód (egyes helyeken pilot epizód, mintaepizód, bevezető epizód, bemutató film) készülő televíziós sorozat első, próba jelleggel elkészített epizódja. Gyakran hosszabb terjedelmű, mint egy szokványos epizód, nem ritkán dupla hosszúságú, melyet később, ha a sorozat műsorra tűzése mellett döntenek, két epizódként sugároznak.
A próbaepizód segítségével a készítők és a forgalmazók felmérhetik, hogy a nézőközönség hogyan reagál a sorozat ötletére, a színészekre és az általuk megformált karakterekre, valamint egyéb olyan dolgokra, melyek nagyban befolyásolhatják a sorozat eladhatóságát és nézettségi mutatóit. A gyártók ennek segítségével időt és pénzt takarítanak meg egy esetlegesen félresikerült ötlet elvetésével, illetve kisebb vagy nagyobb módosításokat eszközölhetnek rajta. Ennek megfelelően az a próbaepizód, amelynek tartalma a sorozat alapszituációját vázolja fel, stílusában gyakran más képet mutat, mint maga az elkészült sorozat.
Nem minden próbaepizód kerül adásba, ennek oka lehet a sorozat ötletének elvetése, de az is, hogy túlságosan eltér a végleges koncepciótól. Az angol nyelvben erre az esetre az unaired pilot elnevezés használatos.

## A próbaepizód fajtái
- Szokványos próbaepizód
- Demo – nem teljes hosszúságú próbaepizód
- Backdoor pilot – olyan próbaepizód, amely önálló filmként vagy minisorozatként is működik
- Unintentional pilots – eredetileg ebből a filmből nem akartak sorozatot csinálni
- Put pilot – ebben az esetben, ha a tévétársaság nem sugározza le a próbaepizódot, akkor díjat kell fizetnie a gyártónak.
- Unsold pilot – elkészült, de tévétársaságnak nem eladott próbaepizód
- 10/90 – ezen típus esetében egy tervbe vett tévésorozatból leadják az első 10 részét